# Bobby Robson
Sir Robert William ("Bobby") Robson (Sacriston, 18 februari 1933 – Durham, 31 juli 2009) was een Engels voetballer en voetbaltrainer. Hij werd vooral bekend als coach, een functie die hij vervulde bij verschillende Europese clubs, waaronder PSV, en het Engels nationaal elftal.
Robson speelde tijdens zijn carrière als voetballer voor drie clubs: Fulham, West Bromwich Albion en Vancouver. Ook speelde hij twintig interlands voor Engeland, waarin hij vier keer scoorde.
Als manager werd hij landskampioen in Nederland en Portugal, won bekers in Engeland en Spanje en leidde hij Engeland naar de halve finale van het WK 1990.
Vanaf 1991 kreeg Robson problemen met zijn gezondheid. Er werd verschillende keren kanker ontdekt bij hem en in maart 2008 richtte hij de Sir Bobby Robson Foundation op. In augustus van hetzelfde jaar werd bekend dat de longkanker die hij had niet meer te genezen was. Op 31 juli 2009 overleed hij aan zijn ziekte.

## Levensloop

### Jeugdjaren
Robson was de zoon van Philip en Lilian Robson, zijn vader was mijnwerker. Hij groeide op in Langley Park, op 25 kilometer afstand van Newcastle en was supporter van Newcastle United. Als jeugdspeler voor Langley Park Juniors trok hij de aandacht van Bill Dodgin, de manager van Fulham. Ook Middlesbrough bood hem een contract aan, maar de 17-jarige Robson tekende in mei 1950 voor Fulham en verhuisde naar Londen.

### Als voetballer
Robson kwam van 1950 tot 1956 uit voor Fulham. Hij maakte in seizoen 1950/51 zijn debuut in een wedstrijd tegen Sheffield Wednesday. Hoewel hij een profcontract had, was hij op aanraden van zijn vader aanvankelijk tevens werkzaam als elektricien op het terrein van de nationale tentoonstelling Festival of Britain. De combinatie van werk en voetbal hield hij echter niet vol, en Robson nam ontslag om zich volledig op zijn voetballoopbaan te richten. Fulham voetbalde op dat moment in de hoogste Engelse divisie, maar degradeerde in 1952 naar de Second Division. Robson ontwikkelde zich tot een vaste basisspeler die geregeld scoorde. Vanaf maart 1956 speelde hij weer op het hoogste niveau, na een overgang naar West Bromwich Albion van trainer Vic Buckingham. De transfersom van £ 25.000 was een recordbedrag voor zijn nieuwe club.
Robson maakte zijn debuut voor West Bromwich Albion op 10 maart 1956. In seizoen 1957/58 werd hij clubtopscorer in de competitie, met 24 doelpunten. In ruim zes seizoenen speelde hij 257 wedstrijden voor de club, waarin hij 61 keer scoorde. Vanaf 1960 was hij aanvoerder. Inmiddels was hij tevens een vaste keuze in het Engels voetbalelftal. Hij maakte in november 1957 zijn debuut in een match tegen Frankrijk. Engeland won met 4-0 en Robson maakte twee doelpunten. Hij maakte deel uit van het team dat op het wereldkampioenschap voetbal 1958 reeds in de groepswedstrijden werd uitgeschakeld. Ook op het wereldkampioenschap van 1962 behoorde hij tot de selectie, maar door een blessure kwam hij nauwelijks tot spelen. Robson kwam tot twintig interlands.
In augustus 1962 keerde Robson terug naar Fulham, dat inmiddels weer uitkwam in de First Division. Hij speelde tot 1967 voor de Londense club. In dat jaar tekende hij een driejarig contract als speler-manager voor het Canadese Vancouver Royals, dat uitkwam in de North American Soccer League. Robson bleef echter maar kort in Noord-Amerika en vertrok uit onvrede met het beleid van de club nog voor het seizoen begon. In januari 1968 trad hij als manager in dienst van zijn voormalige club Fulham.

### Als trainer
Robson kon in zijn eerste seizoen bij Fulham niet voorkomen dat de club degradeerde. In november 1968 moest hij vanuit de krant vernemen dat hij was ontslagen. Hij tekende vervolgens bij Ipswich Town, waar hij van 1969 tot 1982 de eindverantwoordelijkheid had. Met Ipswich won hij de FA Cup (1978) en de UEFA Cup (1981). Van 1982 tot 1990 was Robson bondscoach van Engeland. Met Engeland haalde hij de halve finale van het wereldkampioenschap voetbal 1990.
Daarna vertrok hij naar het buitenland om achtereenvolgens bij PSV (1990-1992), Sporting Lissabon (1992/93), FC Porto (1993-1996), FC Barcelona (1996/97) en opnieuw PSV (1998/99) aan de slag te gaan. In het buitenland werd Robson viermaal landskampioen, twee keer met PSV (1991, 1992) en twee keer met Porto (1995, 1996). Daarnaast won Robson als trainer de Taça de Portugal (1994) met Porto en met FC Barcelona de European Cup Winners Cup en de Copa del Rey (beiden 1997). Van 1999 tot 2004 was Bobby Robson trainer bij Newcastle United.
Na zijn vertrek bij Newcastle United werkte Robson tot november 2007 als consultant voor de bondscoach van Ierland.

## Erelijst als trainer
| Competitie                    |              |                  |              |              |
| Competitie                    | Aantal       | Jaren            |              |              |
| Ipswich Town                  | Ipswich Town | Ipswich Town     | Ipswich Town | Ipswich Town |
| ----------------------------- | ------------ | ---------------- | ------------ | ------------ |
| Continentaal                  |              |                  |              |              |
| UEFA Cup                      | 1x           | 1980/81          |              |              |
| Texaco Cup                    | 1x           | 1973             |              |              |
| Nationaal                     |              |                  |              |              |
| FA Cup                        | 1x           | 1977/78          |              |              |
| PSV                           |              |                  |              |              |
| Eredivisie                    | 2x           | 1990/91, 1991/92 |              |              |
| Johan Cruijff Schaal          | 1x           | 1998             |              |              |
| Porto                         |              |                  |              |              |
| Primeira Liga                 | 2x           | 1994/95, 1995/96 |              |              |
| Taça de Portugal              | 1x           | 1993/94          |              |              |
| Supertaça Cândido de Oliveira | 1x           | 1994             |              |              |
| Barcelona                     |              |                  |              |              |
| Continentaal                  |              |                  |              |              |
| UEFA Cup Winners' Cup         | 1x           | 1996/97          |              |              |
| Nationaal                     |              |                  |              |              |
| Copa del Rey                  | 1x           | 1996/97          |              |              |
| Supercopa de España           | 1x           | 1996             |              |              |

| Competitie                | Winnaar  | Winnaar          | Runner-up | Runner-up | Derde    | Derde    |
| Competitie                | Aantal   | Jaren            | Aantal    | Jaren     | Aantal   | Jaren    |
| Engeland                  | Engeland | Engeland         | Engeland  | Engeland  | Engeland | Engeland |
| ------------------------- | -------- | ---------------- | --------- | --------- | -------- | -------- |
| Rous Cup                  | 3x       | 1986, 1988, 1989 |           |           |          |          |
| British Home Championship | 1x       | 1982/83          |           |           |          |          |

## Persoonlijk leven
Robson was sinds 1955 getrouwd. Hij had drie kinderen. Sinds 1991 was er verschillende malen kanker bij hem geconstateerd. In 1992 en 1995 overwon hij darmkanker. In 2006 werd hij behandeld wegens een hersentumor en kanker in zijn rechterlong. Opnieuw herstelde hij, alhoewel hij verlammingsverschijnselen aan de ziekte overhield. In 2007 werd Robson gediagnosticeerd met longkanker in beide longen. In december 2008 werd duidelijk dat hij ongeneeslijk ziek was. Robson richtte op 10 mei 2008 The Sir Bobby Robson Foundation op, een organisatie die zich inzet voor de strijd tegen kanker.
In 2002 werd Robson vanwege zijn verdiensten voor het Engelse voetbal in de adelstand verheven en mocht hij de titel 'Sir' voor zijn naam dragen. Vijf jaar later werd hem door de BBC de Lifetime Achievement Award toegekend als erkenning voor zijn werk als speler en trainer in een loopbaan die meer dan een halve eeuw heeft geduurd. Tijdens de ceremonie die live op tv werd uitgezonden, volgde een minutenlange staande ovatie van het aanwezige publiek toen Robson naar het podium liep om de prijs in ontvangst te nemen.
Robson overleed op 31 juli 2009 op 76-jarige leeftijd in zijn woning in Durham. Vijf dagen voor zijn overlijden was hij als eregast aanwezig in het voetbalstadion St. James' Park in Newcastle, waar om de Sir Bobby Robson Trophy een rematch werd gespeeld van de halve finale op het WK 1990 tussen Engeland en Duitsland. Bij deze gelegenheid kreeg Robson de UEFA Order of Merit in Emerald, een onderscheiding van de UEFA die hem in maart 2009 was toegekend.
Zijn voormalige club Ipswich Town maakte in augustus 2009 bekend als eerbetoon de North Stand-tribune naar Robson te gaan vernoemen.
Newcastle United heeft een standbeeld van Sir Bobby Robson bij St. James' Park staan sinds april 2012.